# Antigonae
Antigonae är en opera (Ein Trauerspiel) i fem akter av Carl Orff med text av Friedrich Hölderlin efter Sofokles tragedi Antigone.

## Historia
Bearbetningen av Monteverdis verk samt Hölderlins översättning av Antigone, som spelades 1940 i Wien, gjorde att Orff på nytt började fundera över det antika ämnet. Ett år senare hade han åstadkommit ett koncept som frångick textens dominans och gav musiken en lämplig ställning. Hans individuella syn på tragedin kom framför allt till uttryck i hans musikspråk, där tonsättaren gör bruk av alla slags uttrycksmedel, från fria cantilena- och ariosopartier, till expressiva utbrott och a cappella-satser, från klangfält till punktinriktade insatser av enskilda instrument, som till exempel flöjten som en symbol för Eros.
Orffs opera följer Sofokles mycket nära. Musiken är närmast recitation med ackompanjemang av en orkester, som huvudsakligen består av slaginstrument och kontrabasar. Operan uruppfördes vid Festspelen i Salzburg 9 augusti 1949 under musikaliska ledning av Ferenc Fricsay.

## Personer
- Antigonae/Antigone (Sopran)
- Kreon (Baryton)
- En väktare (Tenor)
- Hämon/Haimon (Tenor)
- Tiresias/Teiresias (Tenor)
- En budbärare (Bas
- Eurydice/Eurydike (Sopran)
- Körledaren (Baryton)
- Thebes äldste (kör)

## Handling
När de båda tvillingbröderna Eteokles och Polyneikes vid belägringen av Thebe möts som fiender och dör, förklarar kung Kreon Polyneikes som förrädare, eftersom denne har stridit på angriparens sida medan hans bror har försvarat Thebe. Kreon vägrar att låta begrava Polyneikes. Antigonae motsätter sig Kreon och begraver brodern enligt bruklig sed. Hon döms därför till döden. Antigonaes trolovade, Kreons son Haimon, ber fadern visa mildhet. Även siaren Tiresias varnar kungen för att denne kommer att drabbas av olycka om han inte upphäver sin dom. Men såväl sonens böner som siarens varningar är fruktlösa. Antigonae begår självmord och även Haimon tar livet av sig. Kreons hustru, Eurydice står inte ut med skammen, utan även hon tar sitt liv. Kvar finns endast den olycklige kungen.